# Five Weeks in a Balloon
Five Weeks in a Balloon is een Amerikaanse avonturenfilm uit 1962, losjes gebaseerd op Jules Verne' roman Vijf weken in een luchtballon. Het werd geproduceerd en geregisseerd door Irwin Allen. Het verhaal speelt zich af in Afrika, maar het werd in Californië in CinemaScope gefilmd. 

## Plot
Vier Britten trekken in de 19e eeuw met een luchtballon van Zanzibar naar West-Afrika. Ze trachten de onontdekte gebieden in het westen in kaart te brengen en bezoeken onder andere Timboektoe en de Sahara.

## Cast
| Acteur                | Personage        |
| --------------------- | ---------------- |
| Red Buttons           | Donald O'Shay    |
| Fabian Forte          | Jacques          |
| Barbara Eden          | Susan Gale       |
| Cedric Hardwicke      | Fergusson        |
| Peter Lorre           | Ahmed            |
| Richard Haydn         | Sir Henry Vining |
| BarBara Luna          | Makia            |
| Billy Gilbert         | Sultan           |
| Herbert Marshall      | de premier       |
| Reginald Owen         | consul           |
| Henry Daniell         | Sheik Ageiba     |
| Mike Mazurki          | slavenkapitein   |
| Alan Caillou          | inspecteur       |
| Ben Astar             | Myanga           |
| Raymond Bailey        | Randolph         |
| Chester de chimpansee | "The Duchess"    |